# بانیالبوفار
بانیالبوفار (به اسپانیایی: Banyalbufar) یک شهرستان در اسپانیا است که در Serra de Tramuntana واقع شده‌است.

## خصوصیات
بانیالبوفار ۱۸٫۵ کیلومترمربع مساحت و ۵۱۷ نفر جمعیت دارد و ۱۰۰ متر بالاتر از سطح دریا واقع شده‌است.